# 雙輸
雙輸是博弈論的一個概念，指參與博弈的各方無論怎樣都必然有所損失而且都不會得益。雙輸的情況多數都是不能被預防或避免的。強制被動及囚徒困境都可能引起雙輸。